# Cinquième régiment
Le cinquième régiment (en espagnol : Quinto Regimiento de Milicias Populares) est un corps militaire d'élite républicain, actif de 1936 à 1937, qui s'illustra particulièrement pendant le siège de Madrid[évasif]. Ce régiment est issu des milices antifascistes ouvrières et paysannes (es) (Milicias Antifascistas Obreras y Campesinas), à l'initiative du Parti communiste d'Espagne.

## Historique
Il fut fondé à l'initiative d'Enrique Castro Delgado.

## Membres célèbres
- Valentín González dit « El Campesino » (1904-1983)[3];
- Rosario Sánchez Mora (1919-2008)[4].